# Rejon owidiopolski
Rejon owidiopolski – była jednostka administracyjna wchodząca w skład obwodu odeskiego Ukrainy.
Rejon utworzony w 1924, ma powierzchnię 815 km² i liczy około 28 tysięcy mieszkańców. Siedzibą władz rejonu jest Owidiopol.

## Geografia
Granice rejonu stanowi linia brzegowa Morza Czarnego i liman Dniestru, a po jego terytorium płynie rzeka Baraboj. Atrakcją przyrodniczą jest rezerwat "Dalnicki las" i będące pod ochroną uroczysko "Dniestrowskie zalewiska".
Na terenie rejonu znajdują się 4 osiedlowe rady i 16 silskich rad, obejmujących w sumie 31 wsi i 1 osadę.

## Miejscowości rejonu
- osiedla typu miejskiego:
- Awanhard (Авангард)
- Owidiopol (Овідіополь)
- Tajirowe (Таїрове)
- Wełykodołynśke (Великодолинське)

- wsie:

- Bałka (Балка)
- Baraboj (Барабой)
- Bohatyriwka (Богатирівка)
- Dalnyk (Дальник)
- Dobroołeksandriwka (Доброолександрівка)
- Hrybiwka (Грибівка)
- Josypiwka (Йосипівка)
- Kałahlija (Калаглія)
- Karolino-Buhaz (Кароліно-Бугаз)
- Libental (Лібенталь)
- Marjaniwka (Мар'янівка)
- Mykołajiwka (Миколаївка)
- Mizikewycza (Мізікевича)
- Mołodiżne (Молодіжне)
- Nadłymanśke (Надлиманське)
- Nowa Dołyna (Нова Долина)
- Nowohradkiwka (Новоградківка)
- Petrodołynśke (Петродолинське)
- Pryłymanśke (Прилиманське)
- Roksołany (Роксолани)
- Sanżijka (Санжійка)
- Suchyj Łyman (Сухий Лиман)